# Hans Emil Larsson

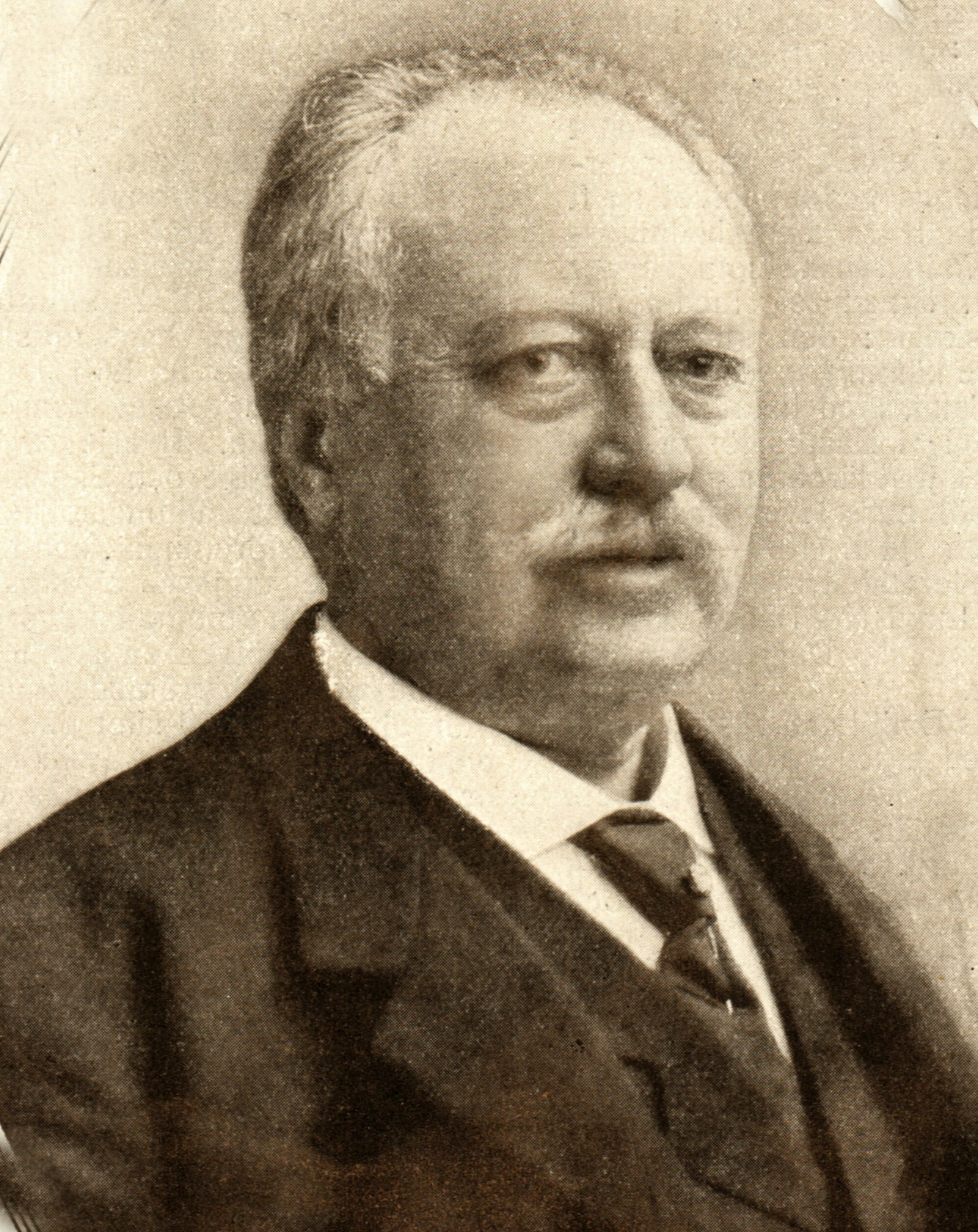
Hans Emil Larsson på omslaget av Hvar 8 Dag 1915.

Hans Emil Larsson, född 24 november 1855 i Hemmesdynge socken, Malmöhus län, död 26 februari 1922 i Malmö, var en svensk museiman och skriftställare. 
Larsson blev student vid Lunds universitet 1874 och filosofie kandidat där 1881. Åren 1877–1884 var han lärare vid Folkhögskolan Hvilan och utsågs 1884 till föreståndare för Malmö föreläsningsförening, för Malmö biblioteks- och föreläsningsförening med Malmö stadsbibliotek från 1904, samt blev intendent vid Malmö museum från 1895. Han blev korresponderande ledamot av Vitterhets-, historie- och antikvitetsakademien 1906. 
Han var verksam som folkbildare och museiman och gjorde sig även känd som kritiker och essäist, särskilt genom medverkan i "Nordisk tidskrift"). Larsson var en av de tio grundarna av Sällskapet Heimdall och han var ungdomsvän med A.U. Bååth.